# العلاقات اليمنية البوليفية
العلاقات اليمنية البوليفية هي العلاقات الثنائية التي تجمع بين اليمن وبوليفيا.

## مقارنة بين البلدين
هذه مقارنة عامة ومرجعية للدولتين:
| وجه المقارنة                                              | اليمن                   | بوليفيا                                          |
| --------------------------------------------------------- | ----------------------- | ------------------------------------------------ |
| المساحة (كم2)                                             | 555.00 ألف              | 1.10 مليون                                       |
| عدد السكان (نسمة)                                         | 28.25 مليون             | 11.05 مليون                                      |
| الكثافة السكانية (ن./كم²)                                 | 50.9                    | 10.05                                            |
| العاصمة                                                   | صنعاء عدن (عاصمة مؤقتة) | سوكري، لاباز                                     |
| اللغة الرسمية                                             | اللغة العربية           | اللغة الإسبانية، اللغة الأيمرية، كتشوا، غوارانية |
| العملة                                                    | ريال يمني               | بوليفاريو بوليفي                                 |
| الناتج المحلي الإجمالي (بليون دولار)                      | 18.21 مليار             | 37.51 مليار                                      |
| الناتج المحلي الإجمالي (تعادل القوة الشرائية) بليون دولار | 75.69 مليار             | 74.58 مليار                                      |
| الناتج المحلي الإجمالي الاسمي للفرد دولار أمريكي          | 1.41 ألف                | 3.08 ألف                                         |
| الناتج المحلي الإجمالي للفرد دولار أمريكي                 |                         | 6.63 ألف                                         |
| مؤشر التنمية البشرية                                      | 0.498                   | 0.662                                            |
| رمز المكالمات الدولي                                      | +967                    | +591                                             |
| رمز الإنترنت                                              | .ye                     | .bo                                              |
| المنطقة الزمنية                                           | ت ع م+03:00             | 00                                               |

## منظمات دولية مشتركة
يشترك البلدان في عضوية مجموعة من المنظمات الدولية، منها:
| علم المنظمة | اسم المنظمة                        | تاريخ انضمام اليمن | تاريخ انضمام بوليفيا |
| ----------- | ---------------------------------- | ------------------ | -------------------- |
|             | الاتحاد البريدي العالمي            | ?                  | ?                    |
|             | مؤسسة التنمية الدولية              | 22 مايو 1970       | 21 يونيو 1961        |
|             | منظمة حظر الأسلحة الكيميائية       | ?                  | ?                    |
|             | الأمم المتحدة                      | 30 سبتمبر 1947     | 14 نوفمبر 1945       |
|             | وكالة ضمان الاستثمار متعدد الأطراف | 12 مارس 1996       | 3 أكتوبر 1991        |
|             | منظمة الشرطة الجنائية الدولية      | ?                  | ?                    |
|             | مؤسسة التمويل الدولية              | 22 مايو 1970       | 20 يوليو 1956        |
|             | الاتحاد الدولي للاتصالات           | 1931               | 1 يونيو 1907         |
|             | البنك الدولي للإنشاء والتعمير      | 3 أكتوبر 1969      | 27 ديسمبر 1945       |
|             | يونسكو                             | 2 أبريل 1962       | 13 نوفمبر 1946       |

## وصلات خارجية
- موقع وزارة الخارجية البوليفية